# Lista rezervațiilor naturale din județul Dâmbovița
Lista rezervațiilor naturale din județul Dâmbovița cuprinde ariile protejate de interes național (rezervații naturale), aflate pe teritoriul administrativ al județului Dâmbovița, declarate prin Legea Nr.5 din 6 martie 2000 și Hotărârea de Guvern Nr.2151 din 30 noiembrie 2004.

## Lista ariilor protejate
| Denumirea ariei protejate               | Cod       | Localizare       | Categorie IUCN | Tip                      | Suprafață (ha) | Observații (foto) |
| --------------------------------------- | --------- | ---------------- | -------------- | ------------------------ | -------------- | ----------------- |
| Cheile Tătarului, Munții Bucegi         | RONPA0391 | Moroeni          | IV             | mixt                     | 144,30         |                   |
| Izvorul de la Corbii Ciungi             | RONPA0400 | Corbii Mari      | IV             | floristic și faunistic   | 5              |                   |
| Locul fosilifer de la Vama Strunga      | RONPA0252 | Moroeni          | III            | paleontologic            | 10             |                   |
| Orzea - Zănoaga                         | RONPA0393 | Moroeni          | IV             | mixt                     | 841,20         |                   |
| Poiana Crucii                           | RONPA0398 | Moroeni          | IV             | floristic                | 0,50           |                   |
| Poiana cu narcise din Valea Neajlovului | RONPA0883 | Vișina, Petrești | IV             | floristic și peisagistic | 15             |                   |
| Peștera Cocora și Cheile Urșilor        | RONPA0390 | Moroeni          | III            | mixt                     | 307            |                   |
| Plaiul Domnesc                          | RONPA0395 | Moroeni          | IV             | paleontologic            | 0,50           |                   |
| Peștera Răteiului                       | RONPA0396 | Moroeni          | III            | speologic                | 1,50           |                   |
| Rezervația Plaiul Hoților               | RONPA0688 | Moroeni          | IV             | paleontologic            | 0,50           |                   |
| Turbăria Lăptici                        | RONPA0397 | Moroeni          | IV             | botanic                  | 14,90          |                   |
| Valea Horoabei                          | RONPA0392 | Moroeni          | IV             | mixt                     | 5,70           |                   |
| Zănoaga - Lucăcilă                      | RONPA0394 | Moroeni          | IV             | mixt                     | 259,40         |                   |